# 姬管鼻蝠
姬管鼻蝠（学名：Murina gracilis）为蝙蝠科管鼻蝠屬下的一个种。其种加词来源于拉丁文“gracilis”，意为“细长的”。